# Prison de Magilligan
HM Prison Magilligan
La prison de Magilligan (en anglais : HM Prison Magilligan) est une prison situé dans la localité de Limavady, dans le comté de Londonderry en Irlande du Nord au Royaume-Uni, ouverte en 1972.